# クリミア・タタールコーヒー文化

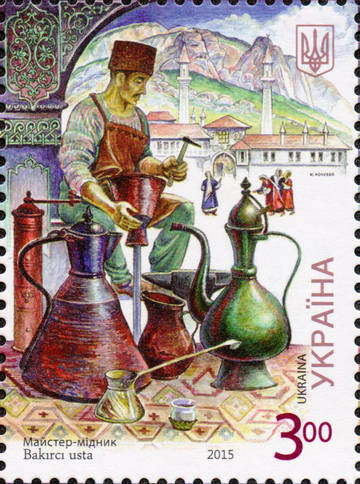
2015年ウクライナの切手に描かれた銅細工師とコーヒー用の器具

クリミア・タタールコーヒー文化（クリミア・タタール語: Kırım Tatar kahve kültürü、ウクライナ語: Кримськотатарська кавова культура）は、クリミア・タタール人の伝統的なコーヒーの調理と飲用に関する文化である。16世紀にオスマン帝国からクリミアに伝わり、社交、儀式、家庭での日常に欠かせない要素となった。この文化は、独特の調理法、器具、飲用時の儀礼で特徴づけられ、2024年にウクライナの無形文化遺産全国リストに登録された。

## 概要
クリミア・タタールコーヒー文化は、クリム・ハン国時代（15世紀～18世紀）にオスマン帝国の影響を受けて発展した。コーヒーは、客との歓談、重要な商談、家族の団欒、宗教行事（クルバン・バイラムやラマダン・バイラム）で飲まれ、コミュニティの結束を強める役割を果たす。2014年のロシアによるクリミア併合後、この文化は民族のアイデンティティを保持する手段として重要性を増している。

## 調理法

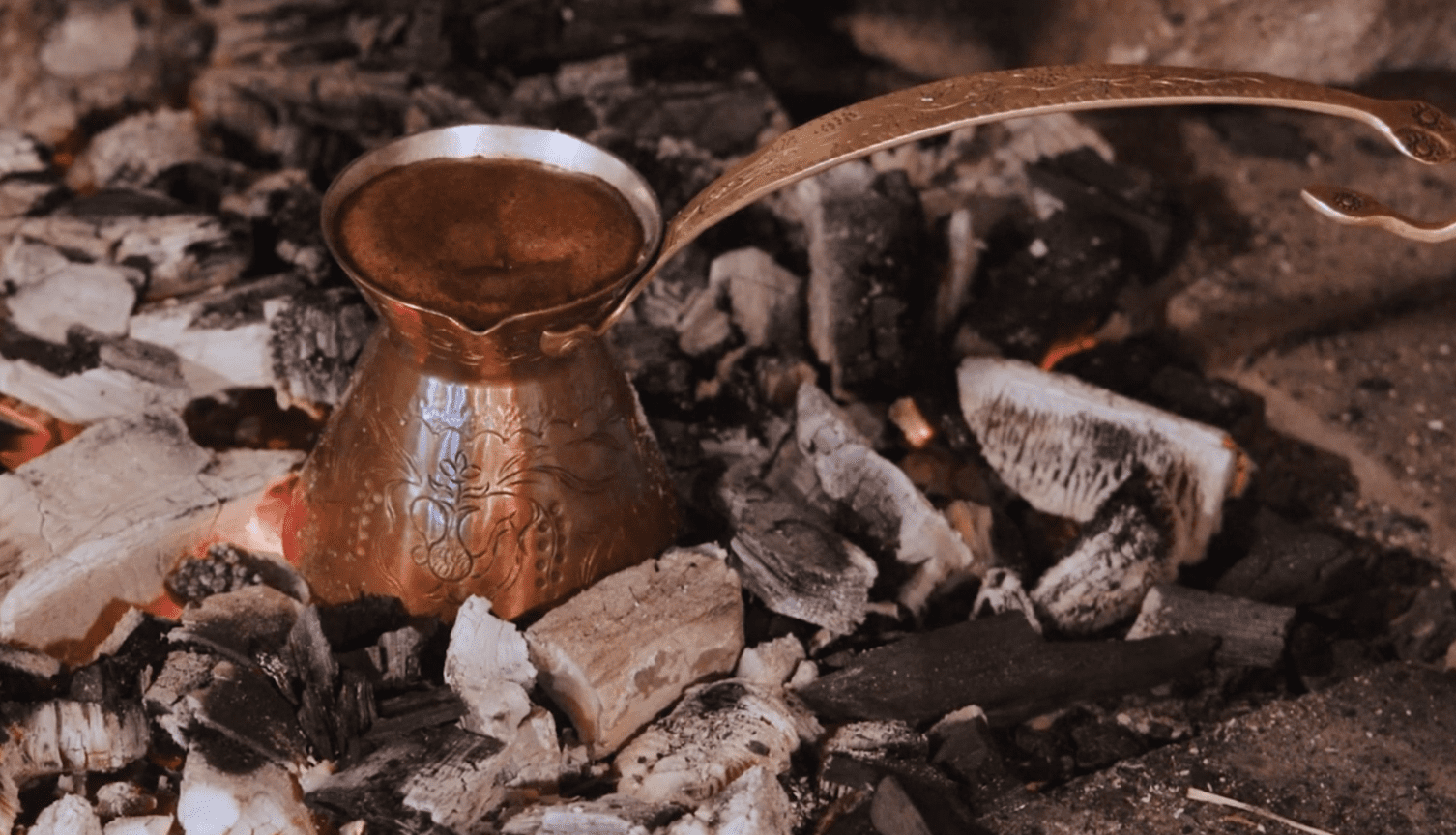
ジェズヴェで調理中のコーヒー

クリミア・タタールコーヒーは、細かく挽いたコーヒー豆を特別な器具で調理する。以下は主な手順とバリエーションである：
- 豆の準備：焙煎したコーヒー豆をデギルメン（手動の銅製コーヒーミル）で細かい粉末状に挽く。
- 家庭での調理：ジェズヴェ（銅製のコーヒーポット）にコーヒー粉と水を入れ、マンガル（炭火と砂を使った加熱装置）の砂の中でゆっくり加熱。濃厚な泡（ピンカ）が特徴。
- 野外での調理：カヴェ・クマン（携帯用の銅製容器）を使用し、キャンプなどで簡易的に調理。

伝統的に、以下のような男女別の調理法が存在した：
- 男性用コーヒー：冷たいジェズヴェに塩と砂糖を少量加え、コーヒー粉と冷水を入れて砂で加熱。温めたフィルジャン（小さな磁器カップ）に羊の脂を入れ、コーヒーとクリームを注ぐ。
- 女性・子供用コーヒー：ジェズヴェに角砂糖を入れ、コーヒー粉と熱湯を加えてすぐに砂で加熱。沸騰直後の泡をフィルジャンに注ぐ。

20世紀以降、以下のような現代的バリエーションが登場：
- スュトリュ・カヴェ：ミルクで淹れた香り高いコーヒー
- タルチン・カヴェシ：シナモン入りの濃いブラックコーヒー
- カランフィル・カヴェシ：シナモンとクローブ入りの濃いコーヒー
- カラ・カヴェ：濃いブラックコーヒーで、男性は時にコーヒーかすごと飲む

## 器具と食器
クリミア・タタールコーヒー文化では、以下の専用器具と食器が用いられる：
- デギルメン：銅製の手動コーヒーミル。細かい粉末に挽くために使用され、代々家庭で受け継がれる。
- ジェズヴェ：銅（まれに銀）製のコーヒーポット。1～6杯分のサイズがあり、男性名詞として扱われる。
- カヴェ・クマン：野外用の銅製コーヒー容器。
- イブリク：蓋付きのコーヒーポット。
- フィルジャン：取っ手のない小さな磁器カップ。ガチョウの卵の半分ほどの形状。
- ザルフ：フィルジャンを支える装飾的な台（銅、錫、まれに銀や金製）。アラビア語の「容器」（ẓarf）に由来し、オスマン文化から伝わる。

## 提供の儀式
コーヒーはフィルジャンに注がれ、熱さを防ぐためにザルフに置いて提供される。イブリクとクウラビエ（バターと砂糖のショートブレッド）やハルヴァ、バラジャム、未熟なクルミのジャムなどの菓子が添えられる。男性は菓子 대신にタバコ（チュブクや水タバコ）を楽しむこともある。
以下の場面で異なる儀礼が存在する：
- ホシュケルディ・カヴェシ（歓迎のコーヒー）：客を迎える際に提供され、温かい雰囲気を作る。デギルメンの音を背景に、家族や健康の話題で会話が弾む。
- サバ・カヴェシ（朝のコーヒー）：家族が朝に集まり、計画やアイデアを共有。親世代への敬意を示す場。
- バイラム・カヴェシ（祝日のコーヒー）：クルバン・バイラムやラマダン・バイラムで親戚を訪問し、短時間でコーヒーと菓子を振る舞う。一日に30軒を回ることも。
- ケリン・カヴェシ（花嫁のコーヒー）：結婚後、新婦が夫の家で親戚を迎え、コーヒーを振る舞う。非公式な親睦の場。
- コザイディン・カヴェシ（喜びのコーヒー）：子どもの誕生や重要な購入などの良い知らせを共有する際に提供。感謝と連帯を表現。

## 現代の状況
現在、クリミア・タタールコーヒーはキエフ、リヴィウ、オデーサのコーヒーショップで提供されている。2014年のクリミア併合以降、ウクライナ本土での文化的復興が注目され、NGO「アレム」などが伝統の普及に貢献している。
2024年3月、クリミア・タタールコーヒー文化はウクライナの無形文化遺産全国リストに登録された。これは、ウクライナがユネスコの無形文化遺産保護条約に加盟して15周年を迎えたことを記念する動きの一環である。